# Manfred Roensch
Manfred Roensch (* 16. März 1930 in Liegnitz; † 10. April 2001 in Oberursel) war ein deutscher lutherischer Theologieprofessor.

## Werdegang
Roensch legte nach seinem Studium an der Lutherischen Theologischen Hochschule (LThH) der Selbständigen Evangelisch-Lutherischen Kirche (SELK) in Oberursel/Taunus und an der Universität Heidelberg im September 1953 sein erstes Theologisches Examen an der LThH in Oberursel ab.
Als Vikar war er in Witten in Westfalen, als „Reisevikar“ im Saarland mit Sitz in Fürth, als Vikar und als Pfarrvikar schließlich in Frankfurt am Main tätig. Sein zweites Examen legte er im Oktober 1955 in Oberursel ab. Am 30. Oktober 1955 wurde er in Frankfurt/Main zum Amt der Kirche ordiniert. Von 1956 bis 1966 war er Gemeindepfarrer in den Gemeinden Heidelberg und Mannheim der SELK tätig. 1958 schloss er seine Doktorarbeit zum Thema Die Begründung der sittlichen Forderungen bei Tertullian ab; als sein Doktorvater fungierte Hans von Campenhausen (Heidelberg).
Nach einem vorlaufenden Lehrauftrag an der LThH seit 1964 hatte er vom 20. Februar 1966 bis zu seiner Emeritierung den Lehrstuhl für Kirchengeschichte an der LThH in Oberursel inne. Ein Schwerpunkt seiner wissenschaftlichen Arbeit lag auf der Erforschung der Geschichte der lutherischen Bekenntnisschriften, ein anderer auf der Geschichte der selbstständigen evangelisch-Lutherischen Kirchen; aus dieser Forschungsarbeit ist die von ihm in Verbindung mit Werner Klän herausgegebene erste Auflage des Sammelbandes Quellen zur Entstehung und Entwicklung selbständiger evangelisch-lutherischer Kirchen in Deutschland entstanden.
Zum 31. März 1995 wurde er emeritiert. Noch ein weiteres Jahr versah er vakanzweise den Lehrstuhl für Kirchengeschichte und übernahm nach der Entpflichtung seines Kollegen William Oesch auch die Lehrveranstaltungen in Symbolik.
Neben seiner akademischen Arbeit an der LThH diente Roensch der SELK in mancherlei Beauftragungen, unter anderem als Präses der Kirchensynode der SELK, als gastweiser Vertreter im Theologischen Ausschuss und als Mitglied im Catholica-Ausschuss der Vereinigen Evangelisch-Lutherischen Kirche Deutschlands (VELKD). Für die SELK nahm er offizielle Außenkontakte zu Lutherischen Kirche–Missouri Synode (LC-MS), der Schwesterkirche in den USA, wahr. 1990 nahm er in diesem Zusammenhang eine Gastdozentur am Theologischen Seminar der LCMS in St. Louis wahr. Im Rahmen zahlreicher anderer Auslandsaufenthalte vertrat er seine Kirche auf Kongressen, als Referent oder als Verhandlungspartner, so in Südafrika und Südamerika, in Kanada und Indien, in Skandinavien, in Portugal, Österreich und Frankreich. Von 1985 bis 1998 fungierte er als Vorsitzender des Diasporawerkes in der SELK – Gotteskasten e.V.  – und wurde im Anschuss zum Ehrenvorsitzenden ernannt.

## Privates
Roensch war verheiratet mit seiner Frau Gertraude, aus der Ehe sind fünf Kinder hervorgegangen.  Roensch war leidenschaftlicher Jäger und nahm in jägerschaftlicher Verbandsarbeit Verantwortung wahr.

## Veröffentlichungen (in Auswahl)
- Die Meßopferlehre der Konzile Trient und Vaticanum II und ihre Beurteilung aus lutherischer Sicht, in: Lutherischer Rundblick XVI,1, Wiesbaden 1968, S. 2–11
- Das geistliche Amt und das Bischofsamt der Kirche, in: Lutherischer Rundblick XVI, 4, Wiesbaden 1968, S. 235–244
- Das Priestertum der Gläubigen bei Luther und bei Melanchthon, in: Lutherischer Rundblick XVIII, 2, Wiesbaden 1970, S. 115–122
- Bekennen und Bekenntnis heute, in: Lutherischer Rundblick XVIII, 4, Wiesbaden 1970, S. 316–324
- Die Bedeutung der Reformation für die Lutherische Kirche heute, in: Lutherischer Rundblick VVIII, 1+2, Wiesbaden 1975, S. 2–20
- Repetitorium zur Dogmengeschichte der Alten Kirche in Form von Thesen, Wiesbaden 1975
- Grundzüge der Theologie der Lutherischen Bekenntnisschriften (= Oberurseler Hefte Heft 7), Oberursel o. J. (1976), ISBN 3-921613-06-X
- Die Bedeutung der altkirchlichen ökumenischen Bekenntnisse für die lutherische Kirche heute, in: Lutherische Theologie und Kirche II, 4, Frankfurt/Main 1978, S. 117–124
- Die Konkordienformel in der Geschichte des deutschen Luthertums, in: Lutherische Theologie und Kirche III, 2, Frankfurt/Main 1979, S. 37–52
- Zeugen der ersten Stunde. Johann Gottfried Scheibel, Eduard Kellner und Friedrich Brunn (= Oberurseler Hefte Heft 12), Oberursel 1980, ISBN 3-921613-11-6
- mit Detlef Lehmann: Luther als Prediger / Luther und die eine heilige christliche Kirche (= Oberurseler Hefte Heft 17), Oberursel o. J. (1983), ISBN 3-921613-16-7
- Das Verständnis der Dogmen- und Theologiegeschichte bei Werner Elert, in: Lutherische Theologie und Kirche IX, 4, Oberursel 1985, S. 143–152
- mit Werner Klän: Quellen zur Entstehung und Entwicklung selbständiger evangelisch-lutherischer Kirchen in Deutschland, Frankfurt/Main 1987, ISBN 3-8204-8990-8